# Mellicta niphona
Mellicta niphona är en fjärilsart som beskrevs av Butler 1878. Mellicta niphona ingår i släktet Mellicta och familjen praktfjärilar. Inga underarter finns listade i Catalogue of Life.